# L'alba (film)
L'alba è un film del 1991 diretto da Francesco Maselli.
Ha partecipato al festival di Venezia ed è uscito nelle sale il successivo 6 dicembre 1991.

## Trama
Due ex-amanti si ritrovano dieci anni dopo e passano una notte in un motel.

## Accoglienza

### Critica
«... tra psicologie da rotocalco e scivoloni nel ridicolo [...] rischia di far sembrare eterna poco più di un'ora di film.» (zero stelle) 